# Odobești
Odobești est une commune du județ de Vrancea en Roumanie.

## Démographie
Lors du recensement de 2011, 93,17 % des 9 364 habitants se déclarent roumains et 1,14 % comme roms (5,51 % déclarent une autre appartenance ethnique et 0,17 % déclarent appartenir à une autre ethnie).

## Administration
| Parti | Parti                        | Sièges |
| ----- | ---------------------------- | ------ |
|       | Parti social-démocrate (PSD) | 11     |
|       | Parti national libéral (PNL) | 4      |

## Personnalités
- Ioana Badea (1964-), championne olympique d'aviron.